# مون-سن-ژیبه
شهر مون-سن-ژیبه (به فرانسوی: Mont-Saint-Guibert) در شهرستان نیول  در استان اوئلون بربان  در منطقه فدرال والوون در کشور بلژیک واقع شده‌است.